# 魯晉 (光緒進士)
魯晉（?—?），河南省光州直隸州固始縣人，晚清官员、同進士出身。
光緒二十四年（1898年），参加光緒戊戌科殿試，登進士三甲187名。同年五月，签分湖南大挑知县。1900年至1902年4月任巴陵县知县。